# Kocziszky Éva
Kocziszky Éva (Békéscsaba, 1953. december 5./december 25. –) magyar irodalomtörténész, filozófiatörténész, egyetemi tanár. Az irodalomtudományok kandidátusa (1986).

## Életpályája
1972–1977 között az ELTE BTK magyar-német szakos hallgatója volt. 1977–1983 között a József Attila Tudományegyetem Bölcsészettudományi Kar magyar tanszékén gyakornok, tanársegéd és adjunktus volt. 1980–1985 között az ELTE BTK ógörög szakán tanult. 1983–1985 között az ELTE aspiránsa. 1985–1987 között a József Attila Tudományegyetem Bölcsészettudományi Kar német tanszékén adjunktus, 1987–1997 között docens. 1998–2001 között az ELTE Filozófiai Doktori Iskolájának oktatója, valamint Németországban (Berlinben, Wolfenbüttelben, Bochumban) kutatott. 2000 óta az MTA doktora. 
2006–2010 között a Berzsenyi Dániel Főiskola, illetve később a Nyugat-Magyarországi Egyetem kutatóprofesszora és egyetemi tanára. 2006–2012 között a Magyar Humboldt Egyesület altitkára. 2007–2011 között a Magyar Goethe-társaság elnökségi tagja. 2011-tól az Université Lorrain (Metz) CEGIL kutatóműhelyének tagja és rendszeres vendégprofesszora. 2014–2018 között a Pannon Egyetem oktatója. 2015-től a Sola Scriptura Teológiai Főiskola tanára.
Kutatási területe a modern költészet: Hölderlin, Rilke, Kavafisz költészete mellett kortárs lírikusok munkássága kül- és belföldön.

## Művei
- Hölderlin. Költészet a sötét nap fényénél (Budapest, 1994)
- Mythenfiguren in Hölderlins Spätwerk (Würzburg, 1997)
- Pán, a gondolkodók istene. Mitológia 1800 körül (Budapest, 1998)
- J. G. Hamann és a modernitás kritikája (Hermeneutikai Kutatóközpont) (Budapest, 2000)
- Der fragile Körper. Zwischen Fragmentierung und Ganzheitsanspruch, hrsg. v. Elena Agazzi und Eva Kocziszky (Göttingen, 2005)
- Antifilozófusok – huszonöt időszerű kérdése a kereszténységhez, l’Harmattan (Budapest, 2014)
- Archeológiai költészet a modernitásban (Budapest, 2015)

## Műfordításai
- Wilhelm Worringer: Absztrakció és beleérzés. Tanulmányok; vál., szerk., utószó Radnóti Sándor, ford. Kocziszky Éva; Gondolat, Budapest, 1989
- Kerényi Károly: Az égei ünnep. Tanulmányok a 40-es évekből; vál., ford. Kocziszky Éva; Kráter Műhely Egyesület, Budapest, 1995

## Díjai
- Széchenyi professzor ösztöndíj (1997)